# Clan Kawakatsu

Emblème du clan Kawakatsu

Le clan Kawakatsu (川勝氏, Kawakatsu-shi) est un clan japonais qui prétend descendre du clan Hata. Durant l'époque d'Edo, plusieurs des branches du clan sont des familles de hatamoto.

## Source de la traduction
- (en) Cet article est partiellement ou en totalité issu de l’article de Wikipédia en anglais intitulé « Kawakatsu clan » (voir la liste des auteurs).